# 阿米爾·韋恩特勞勃
阿米爾·韋恩特勞勃（希伯來語：‎，羅馬化：Amir Weintraub，1986年9月16日—），以色列男子職業網球運動員。

## 外部連結
- 阿米爾·韋恩特勞勃（英文/西班牙文）的官方資料
- 阿米爾·韋恩特勞勃的國際網球總會 職業／青少年 官方資料（英文）
- 阿米爾·韋恩特勞勃的官方資料（英文）